# Borbén
Borbén  es una de las ocho parroquias del ayuntamiento de Pazos de Borbén.  Se sitúa al S-SE del ayuntamiento, limitando con Puenteareas y Mondariz. Cuenta con 562 habitantes.
El río Borbén divide está parroquia en dos partes: por una parte se encuentran los barrios de Cuartos de Borbén y Mosteiro y  por otra parte Sequeiros y Pousiño.

## Celebración de fiestas
El primer domingo de agosto se celebra la fiesta de la Blanca, en la cual se reúnen todas las personas del barrio para honrar a la Virgen. Además es tradición que los más pequeños participen en la procesión subidos a un carro que porta la Virgen tirado por los vecinos.
También se celebra el día del Apóstol Santiago (25 de julio), una celebración que tradicionalmente era organizada por los matrimonios que llevaban casados 25 años; pero, en los últimos años esta tradición se ha visto modificada dado los escasos matrimonios existentes en el lugar.
Ahora son los jóvenes los que organizan las fiestas.
Romería do Santo Aparecido (último sábado de agosto): esta romería se celebra en el barrio de Pousiño, más concretamente en el mirador del Santo Aparecido. Es tradición que los vecinos se reúnan para comer en este mismo lugar, por la tarde se hacen juegos para los más pequeños y al anochecer se ofrece "sardiñas con pan de millo" y vino para los asistentes. Además la jornada está amenizada por diversos grupos folclóricos. 
Esta celebración tiene origen en el año 1983 cuando la imagen del Santo apareció mientras se estaba realizando una excavación para crear una pista forestal. La imagen estaba rota y se llevó a restaurar. Además se elaboró una cruz de hormigón entre los vecinos para posteriormente colocar la imagen una vez que estuviese restaurada. No se tiene constancia de que la imagen haya sido estudiada por ningún experto.
- Datos: Q12384554
- Multimedia: Borbén, Pazos de Borbén / Q12384554